# Montesa Cota 242
La Montesa Cota 242 fou un model de motocicleta de trial de la gamma Cota de Montesa que es fabricà entre 1984 i 1985. Amb un motor de 237,5 cc basat en el de la darrera versió de la Cota 247 -la 247 C de 1978- i un pes molt lleuger (86 Kg), era una evolució millorada de la Cota 200 de 1980 i seguia essent l'aposta de Montesa pel sector de les motos de trial petites però altament competitives, molt de moda a l'època arran del llançament de les Fantic i, poc després, les Beta (ambdues amb cilindrades al voltant dels 200/240 cc).
De la Cota 242 se'n feren dues versions, les dues del tipus "clàssic": motor refrigerat per aire, frens de tambor i doble amortidor posterior. L'any del llançament de la segona, 1985, coincidí amb la presentació oficial al Saló de Milà d'un nou model més evolucionat, la Cota 304, ara ja amb importants innovacions tecnològiques (frens de disc i monoamortidor posterior) en un intent de Montesa de no quedar superada per la iniciativa dels fabricants italians més avançats (Aprilia i Beta). Això va fer que la Cota 242 fos substituïda per la nova 304 a partir de 1986.

## Versions
Totes les versions de la Cota 242 s'identificaven amb el mateix codi de model, el 39M.

### Llista de versions produïdes
| Versió      | Cilindrada | Anys | Núm. Sèrie | Pintura dipòsit                    |
| ----------- | ---------- | ---- | ---------- | ---------------------------------- |
| Versió "84" | 237,5 cc   | 1984 | 39M0001-   | Blanc amb franges negra i vermella |
| Versió "85" | 237,5 cc   | 1985 | 39M2001-   | Vermell                            |

### Versió "84"
La Cota 242 oferia les mateixes característiques tècniques que la seva antecessora, la Cota 200: conjunt dipòsit-selló d'una sola peça abatible, motor de dos temps monocilíndric refrigerat per aire amb canvi de 6 velocitats, bastidor de doble bressol vermell, frens de tambor i amortidors de forquilla convencional davant i telescòpics darrere. A banda de l'augment de cilindrada (passava dels 173 als 237 cc), incorporava com a principals novetats un tub d'escapament de bufanda, basculant de duralumini i amortidors posteriors "Betor Gas".
Fitxa tècnica
| Cota 242 versió "84" | Cota 242 versió "84"               |
| -------------------- | ---------------------------------- |
|                      | Cota 242                           |
| Núm. Sèrie           | 39M0001-                           |
| Anys                 | 1984                               |
| CC                   | 237,5                              |
| Diàmetre x Carrera   | 71 x 60 mm                         |
| Compressió           | 11,4:1                             |
| CV                   | 12 a 5.500 rpm                     |
| Carburador           | Amal L-2627 27 mm                  |
| Canvi                | 6 velocitats                       |
| Suspensió davant     | Forquilla telescòpica              |
| Suspensió darrera    | Amortidors hidràulics              |
| Pneumàtic davant     | 2,75 x 21                          |
| Pneumàtic darrera    | 4,00 x 18                          |
| Frens davant         | Tambor 125 mm                      |
| Frens darrera        | Tambor 110 mm                      |
| Pes en sec           | 86 Kg                              |
| Capacitat dipòsit    | 5,5 litres                         |
| Pintura dipòsit      | Blanc amb franges negra i vermella |

### Versió "85"
Les principals diferències de la segona versió envers la primera eren el nou dipòsit de plàstic, el color vermell quasi integral (adoptant la mateixa estètica que el model superior de la gamma, la Cota 330) i els amortidors del darrere Telesco.
Fitxa tècnica
| Cota 242 versió "85" | Cota 242 versió "85"  |
| -------------------- | --------------------- |
|                      | Cota 242              |
| Núm. Sèrie           | 39M2001-              |
| Anys                 | 1985                  |
| CC                   | 237,5                 |
| Diàmetre x Carrera   | 71 x 60 mm            |
| Compressió           | 11,4:1                |
| CV                   | 12 a 5.500 rpm        |
| Carburador           | Amal L-2627 27 mm     |
| Canvi                | 6 velocitats          |
| Suspensió davant     | Forquilla telescòpica |
| Suspensió darrera    | Amortidors hidràulics |
| Pneumàtic davant     | 2,75 x 21             |
| Pneumàtic darrera    | 4,00 x 18             |
| Frens davant         | Tambor 125 mm         |
| Frens darrera        | Tambor 110 mm         |
| Pes en sec           | 86 Kg                 |
| Capacitat dipòsit    | 5,5 litres            |
| Pintura dipòsit      | Vermell               |